# モノアミン酸化酵素
モノアミン酸化酵素（モノアミンさんかこうそ）またはモノアミンオキシダーゼ（英: monoamine oxidase、略称: MAO、EC 1.4.3.4）は、モノアミンの酸化を触媒する酵素ファミリーであり、酸素を用いてモノアミンからアミンを除去する。体中の大部分の細胞種でミトコンドリア外膜に結合して存在している。1928年にMary Bernheimによって肝臓に発見され、チラミンオキシダーゼ（tyramine oxidase）と名付けられた。MAOはフラビン含有アミンオキシドレダクターゼファミリーに属する。
MAOは食物から摂取されたモノアミンの分解に重要であるとともに、モノアミン神経伝達物質の不活性化にも寄与する。後者の機能のため、MAOは多数の精神疾患や神経疾患に関与しており、その一部はMAOの作用を遮断するモノアミン酸化酵素阻害薬（MAOI）によって治療することができる。

## サブタイプと組織分布
ヒトには、MAO-AとMAO-Bという2つのタイプのMAOが存在する。
- どちらも神経細胞とアストロサイトに存在する。
- 中枢神経系以外では、
  - MAO-Aは肝臓、肺血管の内皮、消化管、胎盤にも存在する。
  - MAO-Bは主に血小板に存在する。

出生時のMAO-Aのレベルは成人の約80%で、最初の4年間でわずかずつ上昇してゆく。一方、MAO-Bは胎児の脳ではほとんど検出されない。視床下部や海馬鉤ではどちらのMAOも非常に高いレベルで存在する。線条体や淡蒼球ではMAO-Bは大量に存在するがMAO-Aはほとんど存在しない。皮質ではMAO-Aのみが高レベルで存在しているが、帯状皮質では例外的に両者が同程度存在している。脳の病理解剖からは、セロトニン作動性神経伝達が多く行われている領域でMAO-A濃度が上昇し、一方MAO-Bはノルアドレナリンと相関していると予測されている。

## 機能

ノルアドレナリンの分解。モノアミン酸化酵素は左側の青い四角で示されている。

MAOは、モノアミンの酸化的脱アミノ化を触媒する。分子からのアミン基（と隣接する水素原子）の除去には酸素が用いられ、ケトン（またはアルデヒド）とアンモニアが形成される。MAOには共有結合的に結合した補因子のFADが含まれており、そのためフラボタンパク質に分類される。MAO-AとMAO-Bは構造の約70%が共通しており、どちらにも主に疎水的な基質結合部位が存在する。基質結合ポケットの2つのチロシン残基（それぞれ398と435、407と444）はともに阻害剤の活性と関係しており、基質の結合配向の決定に関係していると考えられている。これらの残基の変異はメンタルヘルスとも関係している。電子伝達機構には4つのモデルが提唱されているが、いずれもエビデンスは不十分である。

## 基質特異性
MAOは多数存在するモノアミン酸化酵素阻害薬の作用標的であるため、薬理学においてよく知られた酵素である。MAO-Aは食物から摂取されたモノアミンの異化に特に重要である。どちらのタイプのMAOもモノアミン神経伝達物質の不活性化に必須であるが、異なる特異性を示す。
- セロトニン、メラトニン、ノルアドレナリン、アドレナリンは主にMAO-Aによって分解される。
- フェネチルアミン、ベンジルアミンは主にMAO-Bによって分解される。
- ドーパミン、チラミン、トリプタミンは両者によって同程度分解される[10]。

MAOによって触媒される具体的な反応には次のようなものがある。
- アドレナリンまたはノルアドレナリンを3,4-ジヒドロキシマンデル酸（英語版）へ
- メタネフリンまたはノルメタネフリンをバニリルマンデル酸へ
- ドーパミンを3,4-ジヒドロキシフェニル酢酸へ
- 3-メトキシチラミンをホモバニリン酸へ

## 臨床的意義
MAOは神経伝達物質の不活性化に必要不可欠な役割を果たすため、MAOの機能異常（MAOの異常な高活性や低活性）は多数の精神疾患と神経疾患の原因となっていると考えられている。例えば、体内のMAOの異常な高値や低値は、統合失調症、うつ病、注意欠陥・多動性障害、薬物乱用、片頭痛などと関係している。MAO阻害薬はうつ病の治療に処方される主要な薬剤の1つであるが、食事や他の薬剤と相互作用するため最終的な選択治療であることが多い。過剰なカテコールアミン（アドレナリン、ノルアドレナリン、ドーパミン）は高血圧緊急症を引き起こす可能性があり、過剰なセロトニンはセロトニン症候群を引き起こす可能性がある。
MAO-A阻害薬は抗うつ薬、抗不安薬として作用するが、MAO-B阻害薬はアルツハイマー病やパーキンソン病の治療に用いられる。MAO阻害薬は治療抵抗性のうつ病、特に三環系抗うつ薬に応答しないものに対して有効である可能性がある。
PETの研究からは、たばこの使用はMAO-Bを大幅に枯渇させ、MAO-B阻害薬の作用を模倣することが示されている。気休めのために喫煙を行う喫煙者は、MAO-B阻害薬よりも良い方法で無意識的にうつや不安への対処を行っている可能性がある。

### 動物モデル
MAOの活性は種によって大きく異なる。ドーパミンはラットでは主にMAO-Aによって脱アミノ化が行われるが、ベルベットモンキーやヒトではMAO-Bによって行われる。
MAO-AとMAO-Bのいずれかを産生することができないマウスは自閉症に似た形質を示す。これらのノックアウトマウスは、ストレスへの応答が増大する。

## 遺伝学
MAO-AとMAO-Bをコードする遺伝子はX染色体の短腕に並んで位置しており、約70%の配列類似性が存在する。MAO-A遺伝子の稀な変異はブルンナー症候群と関係している。
新奇探索傾向の素因とMAO-A遺伝子の遺伝子型が関係している可能性が発見されている。
ダニーデン・コホートに基づく研究では、マルトリートメントは素行障害の要因となるが、MAO-A遺伝子のプロモーター領域が高活性型多型の児童は素行障害の症状の発症の可能性が低いことが示されている。一方で、MAO-Aの低活性とマルトリートメントとの相互作用が反社会的行動を引き起こすとする主張は短絡的であるとされている。また、大衆紙において「戦士の遺伝子」（"warrior gene"）と呼ばれる多型とマオリの攻撃的素因とを関連付けて語られることがあるが、他の多くの多型と同様にMAO-Aの多型も集団によって頻度の差が存在し、白人/非ヒスパニック集団の33%、アジア/太平洋諸島集団の61%でみられるMAO-Aの低活性型多型がマオリ集団でも高頻度で見られることを根拠としているに過ぎない。こうした多型がマオリ男性に「戦士」性を付与しているといった主張を支持する直接的な証拠は存在せず、人種的ステレオタイピングである。

## 老化
他の多くの酵素と異なり、ヒトや他の哺乳類の脳でMAO-Bの活性は老化の過程で増大する。MAO-B活性の増大は老齢ラットの松果体でも見られる。このことが老化した脳や松果体でのモノアミンレベルの低下に寄与している可能性がある。